# David Carl Hilmers
David Carl Hilmers dr. (Clinton, Iowa, 1950. január 28. –) amerikai mérnök, űrhajós, ezredes.

## Életpálya
1972-ben a Cornell College keretében matematikából (summa cum laude) szerzett oklevelet. A tengerészgyalogság kötelékében egy A–6 Intruder repülőgép navigátora. 1975-től összekötő tiszt. 1977-ben a Haditengerészeti Posztgraduális Tanintézetében kitüntetéssel végzett villamosmérnök szakon. Japánba kerül szolgálat teljesítésre.
1980. május 19-től a Lyndon B. Johnson Űrközpontban részesült űrhajóskiképzésben. Az Űrhajózási Iroda képzési koordinátora. Négy űrszolgálata alatt összesen 20 napot, 14 órát és 16 percet (494 óra) töltött a világűrben. Űrhajós pályafutását 1992 októberében fejezte be, és folytatta orvosi képzését. 1995-ben a  Baylor College of Medicine keretében orvosi vizsgát tett. 2002-től a Baylor College of Medicine (Houston) docens munkatársaként szolgál.

## Űrrepülések
- STS–51–J, az Atlantis űrrepülőgép első repülésének küldetés specialistája. Az Amerikai Védelmi Minisztérium megbízásából a második Space Shuttle repülés. A küldetés során a legénység útnak indított két katonai kommunikációs műholdat. Első űrszolgálata alatt Összesen 4 napot, 1 órát, 44 percet és 38 másodpercet töltött a világűrben. 2 776 000 kilométert (1 682 641 mérföldet) repült, 64 alkalommal kerülte meg a Földet.
- STS–26, a Discovery űrrepülőgép 7. repülésének küldetés specialistája.  Az STS–4 küldetés óta először voltak szkafanderben az űrhajósok indításkor és leszálláskor. Sikeresen útnak indították a TDRS–C távközlési műholdat. Második űrszolgálata alatt összesen 4 napot, 00 órát és 1 percet (96 óra) töltött a világűrben. 2 703 000 kilométert (1 680 000 mérföldet) repült, 64 kerülte meg a Földet.
- STS–36, az Atlantis űrrepülőgép 6. repülésének küldetés specialistája. Az Amerikai Védelmi Minisztérium megbízásából indított Space Shuttle repülés. Eddig a legmagasabbra jutott űrrepülőgép. Harmadik űrszolgálata alatt összesen 4 napot, 10 órát és 18 percet (106 óra) töltött a világűrben. 3 089 280 kilométert (1 837 962 mérföldet) repült, 72 kerülte meg a Földet.
- STS–42, a Discovery űrrepülőgép 14. repülésének küldetés specialistája. A Spacelab mikrogravitációs laboratórium alkalmazásával több kereskedelmi szolgáltatást végeztek. Az űrhajósok 12 órás váltásban végezték a folyamatos kereskedelmi tevékenységet. Negyedik űrszolgálata alatt összesen 8 napot, 1 órát és 14 percet (193 óra) töltött a világűrben. 4 701 140 kilométert (2 921 150 mérföldet) repült, 129 kerülte meg a Földet.